# Премингер, Элиэзер
Элиэзер Премингер (ивр. אליעזר פרמינגר‎, 13 апреля 1920, Вена — 15 сентября 2001, Израиль) — израильский левый политик. Член кнессета первого созыва от Коммунистической партии Израиля.
Родился в Вене (Австрия). Репатриировался в Израиль в 1939 году, после аншлюса в Австрии. Активно работал в Палестинской коммунистической партии. В 1945 году с группой сторонников создал Еврейскую коммунистическую партию. В 1948 году присоединился к Коммунистической партии Израиля, в списке которой был избран в Кнессет 1-го созыва. В июле 1949 года вышел из МАКИ и создал отдельную фракцию «Еврейские коммунисты». В дальнейшем присоединился к МАПАМ.
В кнессете занимал должность председатель комиссии по распределению ресурсов. Был членом комиссий по экономике, по законодательству и суду, по общественным службам. Также был наблюдателем в комиссии по законодательству и суду.
После роспуска кнессета был заместителем директора министерства развития. Член совета директоров ряда государственных предприятий горнорудной промышленности.
Его сын Анар Премингер — известный режиссёр израильского кино, профессор киноведения.